# Nektanebo I
Nektanebo I (380-362 p.n.e.) faraon – władca Starożytnego Egiptu, założyciel ostatniej rodzimej, XXX dynastii.

## Życiorys
Był synem naczelnego dowódcy armii egipskiej Dżedhora z Sebennytos, prawdopodobnie mężem Egipcjanki Udżaszu lub Greczynki Ptolememais. Jego synami byli Tachos i generał Czahapimu. Jeszcze na pewien czas przed oficjalnym przejęciem władzy sprawował faktyczną kontrolę nad Egiptem.
Doszedł do władzy najprawdopodobniej obalając Neferitesa II. Koronował się w Sais. Chcąc utrzymać prestiż swoich rządów i jedność państwa prowadził intensywną politykę religijną i budowlaną. Szczególne względy okazywał kapłanom Tota w Hermopolis. Poza tym inicjował przedsięwzięcia budowlane m.in. w Luksorze, Karnaku, Memfis, Abydos i na Elefantynie.
Wiosną 373 p.n.e. armia perska i flota z Akko w Palestynie pod dowództwem satrapy Syrii Farnabazosa i greckiego dowódcy najemników Ifikratesa zaatakowały Egipt. Persom udało się wedrzeć na tereny Wschodniej Delty w okolicach odnogi Nilu przy Mendes, jednak silny opór egipski, nieporozumienia w dowództwie wojsk inwazyjnych i rozpoczynający się wylew Nilu zmusił armię perską do odwrotu. Wielkie powstanie satrapów zachodnich prowincji Persji w latach 60. IV w. p.n.e. doprowadziło do zmiany sytuacji i teraz Egipt zaczął wspierać Greków w Azji Mniejszej oraz Spartę i Ateny.
Prawdopodobnie ok. 365 p.n.e. Nektanebo uczynił syna Tachosa koregentem, umożliwiając mu tym samym przejęcie władzy po swojej śmierci w 362 p.n.e. Zmarł najprawdopodobniej śmiercią naturalną i został pochowany w Memfis.

## Tytulatura
| G5 |

| G5 |

| T · U2 | Z1 · a |

| T · U2 | Z1 · a |

| T · U2 | Z1 · a |

| T · U2 | Z1 · a |

| G5 |

| G5 |

| T · U2 | Z1 · a |

| T · U2 | Z1 · a |

| T · U2 | Z1 · a |

| T · U2 | Z1 · a |

| G16 |

| G16 |

| z · mn · n | x · mnx · N17 · N17 |

| z · mn · n | x · mnx · N17 · N17 |

| z · mn · n | x · mnx · N17 · N17 |

| z · mn · n | x · mnx · N17 · N17 |

| G16 |

| G16 |

| z · mn · n | x · mnx · N17 · N17 |

| z · mn · n | x · mnx · N17 · N17 |

| z · mn · n | x · mnx · N17 · N17 |

| z · mn · n | x · mnx · N17 · N17 |

| G8 |

| G8 |

| ir · N36 · t · Z1 | R8A |

| ir · N36 · t · Z1 | R8A |

| ir · N36 · t · Z1 | R8A |

| ir · N36 · t · Z1 | R8A |

| G8 |

| G8 |

| ir · N36 · t · Z1 | R8A |

| ir · N36 · t · Z1 | R8A |

| ir · N36 · t · Z1 | R8A |

| ir · N36 · t · Z1 | R8A |

| M23 · X1 | L2 · X1 |

| M23 · X1 | L2 · X1 |

| N5 | L1 | D28 |

| N5 | L1 | D28 |

| N5 | L1 | D28 |

| N5 | L1 | D28 |

| M23 · X1 | L2 · X1 |

| M23 · X1 | L2 · X1 |

| N5 | L1 | D28 |

| N5 | L1 | D28 |

| N5 | L1 | D28 |

| N5 | L1 | D28 |

| G39 | N5 |

| G39 | N5 |

| n · M3 | x · t · D40 | E23 · f |

| n · M3 | x · t · D40 | E23 · f |

| n · M3 | x · t · D40 | E23 · f |

| n · M3 | x · t · D40 | E23 · f |

| G39 | N5 |

| G39 | N5 |

| n · M3 | x · t · D40 | E23 · f |

| n · M3 | x · t · D40 | E23 · f |

| n · M3 | x · t · D40 | E23 · f |

| n · M3 | x · t · D40 | E23 · f |

Oprócz imienia tronowego każde z imion Nektanebo posiada kilka różniących się od siebie wariantów zapisu.